# Stay the Night (Zedd)
Stay the Night is een single van de Russisch-Duitse dj Zedd met de Amerikaanse zangeres Hayley Williams uit 2013. 

## Achtergrond
Stay the Night is geschreven door Hayley Williams, Anton Zaslavski, Benjamin Eli Hanna en Carah Faye en geproduceerd door Zedd. De vocals en de instrumentals zijn apart van elkaar opgenomen, Zedd en Williams hadden nooit samen in een studio gezeten toen ze het nummer maakten. Zedd vertelde dat de reden dat de stem van Williams zo goed bij het nummer past, komt doordat zijn elektronische muziek invloeden heeft van rock-metal, doordat hij in een band van dat genre heeft gespeeld. Het originele plan was echter om een mannenstem in het nummer te gebruiken. Het nummer zelf gaat over een koppel die uit elkaar zijn gegaan, maar wel nog een nacht bij elkaar blijven voor seksuele redenen. Het nummer was een internationale hit, maar niet een hoogvlieger in de meeste lijsten. In het Verenigd Koninkrijk kwam het wel tot de tweede positie, maar dat was de enige top tien notering. In het Nederlands taalgebied kwam het vooral tot de tiplijsten. Het kwam wel tot de 85e plek van de Single Top 100.